# Pudicitia pholus
Pudicitia pholus är en fjärilsart som beskrevs av De Nicéville 1889. Pudicitia pholus ingår i släktet Pudicitia och familjen tjockhuvuden. Inga underarter finns listade i Catalogue of Life.

## Bildgalleri

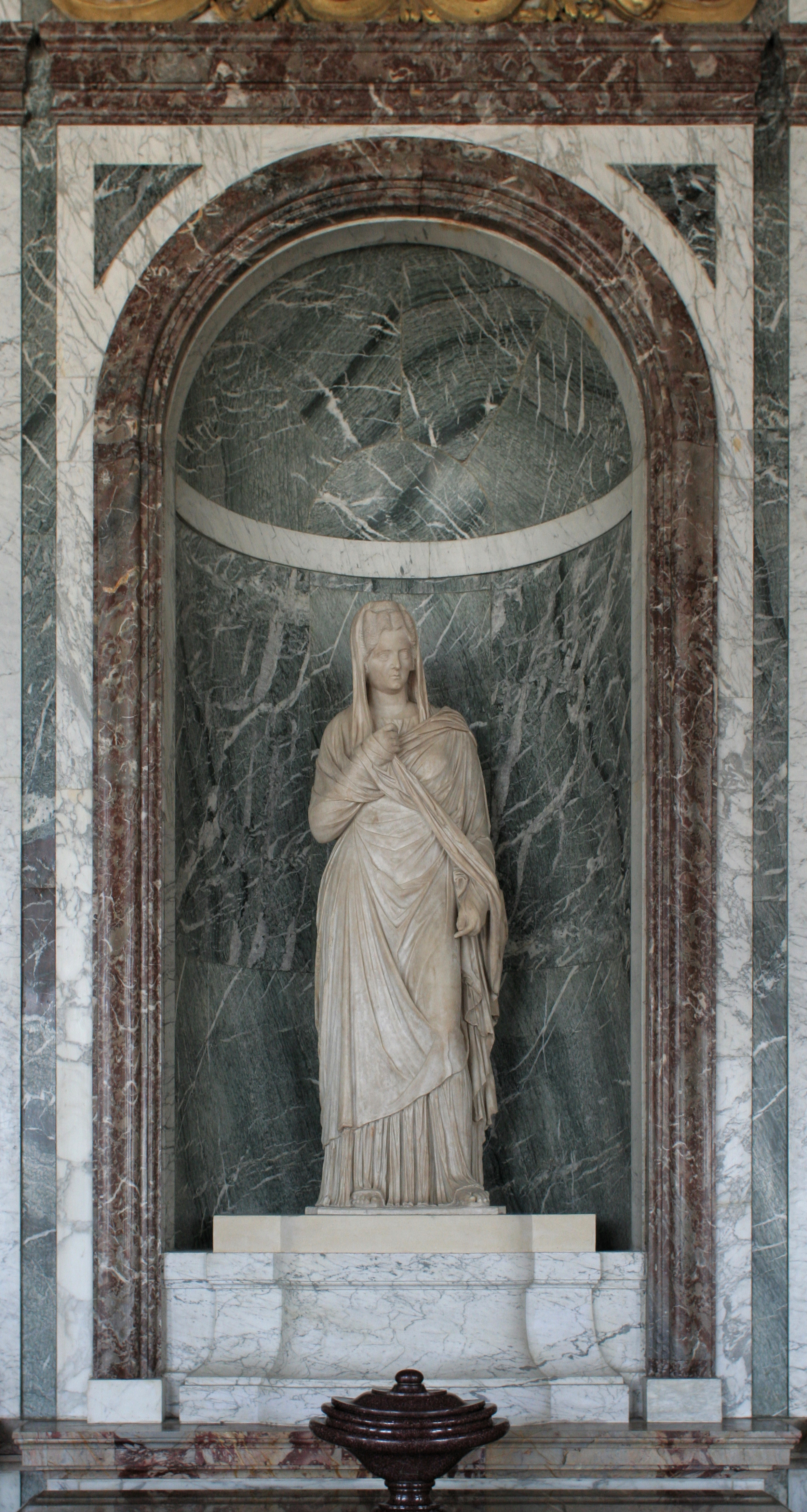
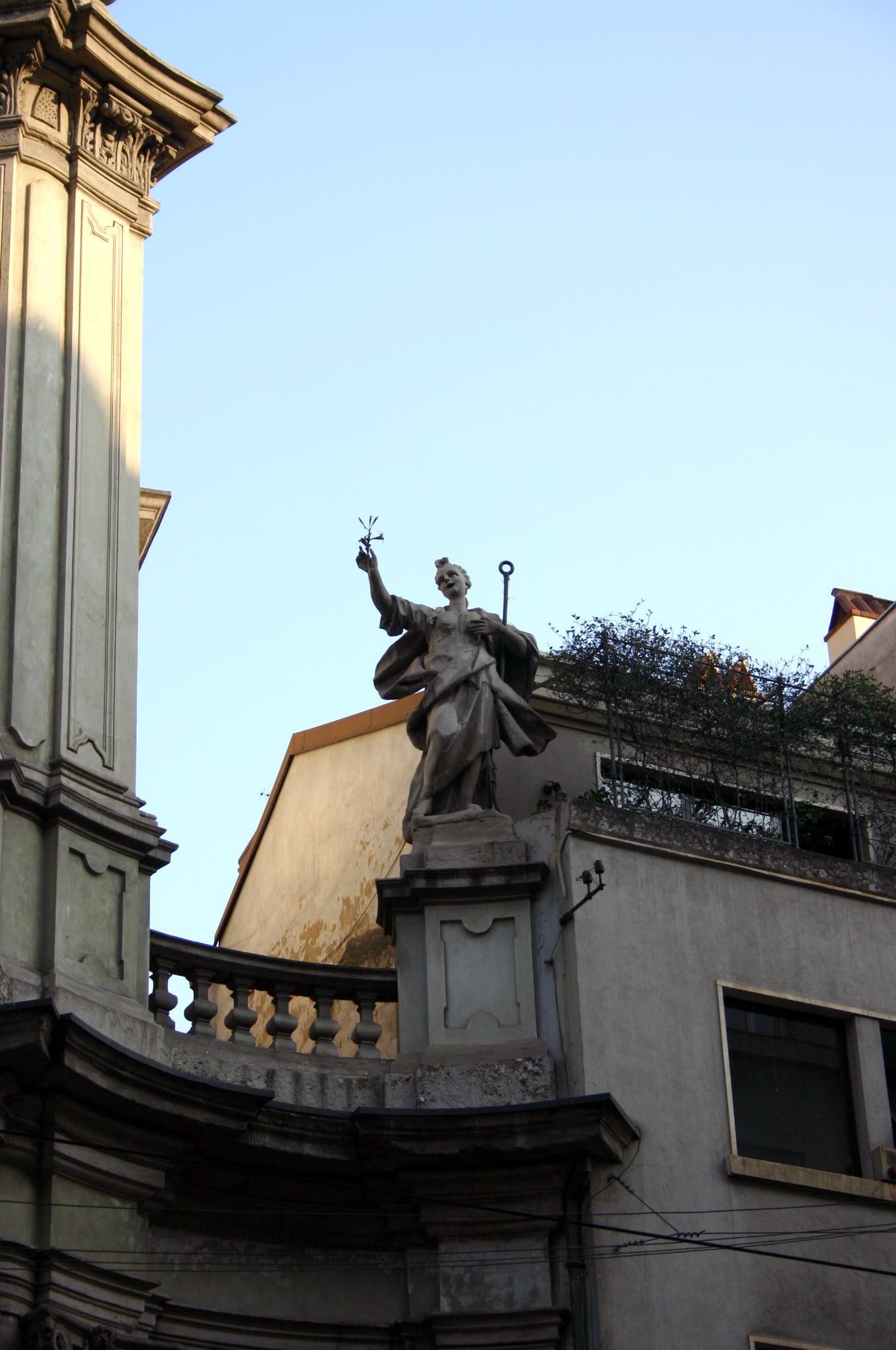
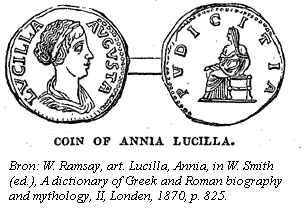
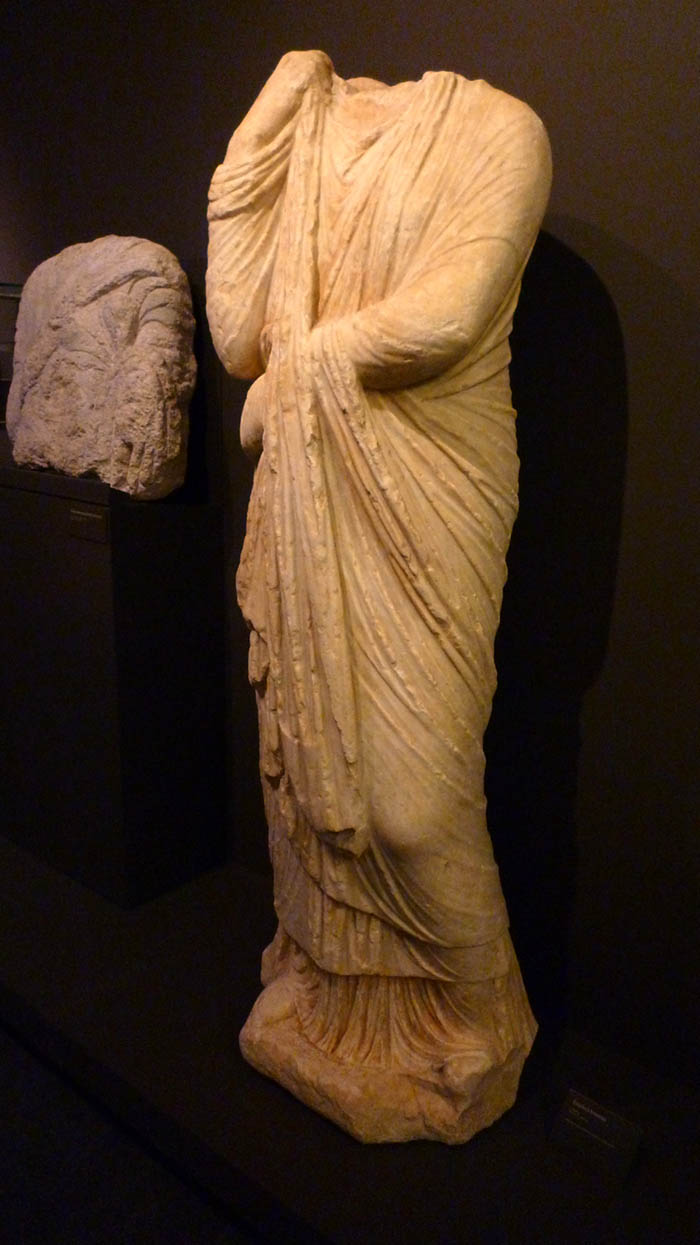